# Greg Stewart (Fußballspieler)
Greg Alexander James Stewart (* 17. März 1990 in Stirling) ist ein schottischer Fußballspieler, der bei Mohun Bagan AC in der Indian Super League unter Vertrag steht.

## Karriere

### Verein
Greg Stewart wurde 1990 in Stirling, nordwestlich der schottischen Hauptstadt Edinburgh geboren. In seiner Jugend spielte Stewart für die Glasgow Rangers und Heart of Midlothian. Ab dem Jahr 2010 stand er beim schottischen Zweitligisten FC Cowdenbeath unter Vertrag, für den er im Ligaspiel gegen Ross County sein Profidebüt gab. Für den als The Blue Brazil genannten Verein aus Cowdenbeath kam der Angreifer in der ersten Profisaison unter Manager Jimmy Nicholl 32-mal zum Einsatz und konnte dabei neun Tore erzielen. Damit war er Toptorschütze der Mannschaft. Am Saisonende stand der Verein in der Abstiegs-Relegation um den Verbleib in der First Division. Dort unterlag Stewart mit seinem Team bereits in der ersten Runde gegen Brechin City und musste damit den gang in die Drittklassigkeit antreten. Unter dem neuen Trainer Colin Cameron gelang der direkte Wiederaufstieg. Bis zum Ende der Spielzeit 2013/14 verblieb er mit der Mannschaft in der zweiten Liga und konnte zum Abschluss nochmals zehn Treffer erzielen.
Im April 2014 unterschrieb Stewart einen Vorvertrag beim Ligakonkurrenten FC Dundee, der am Saisonende in die Scottish Premiership aufsteigen sollte. In den ersten Begegnungen der Erstligaspielzeit 2014/15 zeigte er sich weiterhin sehr Treffsicher, sodass der Vertrag im Januar 2015 vorzeitig bis 2017 verlängert wurde.
Im August 2016 wechselte Stewart für eine Ablösesumme von 500.000 £ zum englischen Zweitligisten Birmingham City. Ein Jahr später wurde er an den FC Aberdeen verliehen. Ein weiteres Jahr später an den FC Kilmarnock, und danach erneut nach Aberdeen.
Im Juni 2019 wechselte Stewart zu den Glasgow Rangers.

## Erfolge
mit dem FC Cowdenbeath:
- Scottish Second Division: 2012